# معركة تكريت الأولى
معركة تكريت الأولى هي امتداد لمعارك الموصل عام 2014. كانت معركة تكريت الأولى معركة للسيطرة على مدينة تكريت العراقية بعد استيلاء تنظيم الدولة الإسلامية في العراق والشام (داعش) والموالين للبعثيين على المدينة خلال هجوم شمال العراق عام 2014. دارت المعركة بين 26 و 30 يونيو 2014.
في أوائل يونيو 2014 سيطر تنظيم الدولة الإسلامية في العراق والشام على عدد من المدن في شمال العراق بما في ذلك تكريت التي لها أهمية رمزية باعتبارها مسقط رأس صدام حسين وهي أيضًا المركز الإداري لمحافظة صلاح الدين. ردت الحكومة العراقية في 26 يونيو بشن عملية هجوم جوي لاستعادة المدينة، وعززت هذا الهجوم بهجوم بري في 28 يونيو. استمر القتال يومي 29 و 30 يونيو وانتصر في النهاية داعش والموالين له في 30 يونيو مع تراجع القوات الحكومية. تزامنت الهزيمة مع إعلان داعش عن خلافة إسلامية في 29 يونيو.
حاولت الحكومة العراقية استعادة المدينة في 15 يوليو لكنها هُزمت مرة أخرى. ورد تنظيم الدولة الإسلامية في العراق والشام بمهاجمة معسكر سبايكر القريب في 17 يوليو. ظلت تكريت تحت سيطرة داعش حتى معركة تكريت الثانية في مارس وأبريل 2015.